# Erlangea
Erlangea es un género de plantas fanerógamas perteneciente a la familia de las asteráceas. Comprende 79 especies descritas y de estas, solo 15 aceptadas.

## Taxonomía
El género fue descrito por Carl Heinrich Bipontinus Schultz y publicado en Flora 36: 34. 1853. La especie tipo es Erlangea plumosa Sch.Bip.

## Especies aceptadas
A continuación se brinda un listado de las especies del género Erlangea aceptadas hasta julio de 2012, ordenadas alfabéticamente. Para cada una se indica el nombre binomial seguido del autor, abreviado según las convenciones y usos.
- Erlangea alternifolia (O.Hoffm.) S.Moore
- Erlangea calycina S.Moore
- Erlangea centaurioides (S.Moore) S.Moore
- Erlangea chevalieri O.Hoffm. & Muschl.
- Erlangea enigmatica C.Jeffrey
- Erlangea eupatorioides Hutch. & B.L.Burtt
- Erlangea fruticosa C.D.Adams
- Erlangea linearifolia (O.Hoffm.) S.Moore
- Erlangea misera (Oliv. & Hiern) S.Moore
- Erlangea paleacea Chiov.
- Erlangea plumosa Sch.Bip.
- Erlangea remifolia Wild & G.V.Pope
- Erlangea richardsiae (Wech.) C.Jeffrey
- Erlangea schebellensis S.Moore
- Erlangea smithii S.Moore